# New Jersey Turnpike
Le New Jersey Turnpike, souvent appelé simplement « The Turnpike » par les habitants du New Jersey, est une autoroute à péage située dans l'État américain du New Jersey.
Nombre des habitants du New Jersey travaillant à Manhattan l'empruntent quotidiennement : c'est la cinquième voie de circulation la plus empruntée des États-Unis.
La quasi-totalité de l'autoroute aussi bien que l'intégralité des deux tronçons additionnels font partie du Interstate Highway System.

## Histoire
Vingt-trois mois seulement s'écoulent entre la conception et l'inauguration, de 1950 à 1952.
La construction commence en 1951. À l'ouverture, en 1952, c'est l'autoroute la plus sûre et la plus avant-gardiste au monde : ses standards de sécurité sont deux fois plus stricts que ceux mis en place par l'Interstate Highway System à l'époque. Les voies de circulation du Turnpike sont larges de 12 pieds (3,7 mètres), les accotements larges de 10 pieds (3 m).
La nouvelle signalisation des sorties est considérée comme un exemple pour la conception des autoroutes dans les années 1950 et le système inter-États (Interstate Highway System) reprendra certaines de ses caractéristiques comme références pour la construction du domaine autoroutier des États-Unis.
Treize aires de repos et de services sont baptisées du nom de Jerseyans notables.